# The Cider House Rules
The Cider House Rules és una pel·lícula estatunidenca dirigida per Lasse Hallström, estrenada el 1999. S'ha subtitulat al català.

## Argument
En un hospital de Saint-Cloud, a Maine, el doctor Wilbur Larch, excèntric i atractiu, posa al món nens no desitjats i al mateix temps interromp irregularment certs embarassos. I tanmateix, vincles de pare i fill es teixiran entre ell i un jove orfe refractari, Homer Wells, àvid de descobrir el món, .

## Repartiment
- Tobey Maguire: Homer Wells
- Charlize Theron: Candy Kendall
- Delroy Lindo: Mr. Rose
- Paul Rudd: Wally Worthington
- Michael Caine: Dr. Wilbur Larch
- Jane Alexander: Infermera Edna
- Kathy Baker: Infermera Angela
- Erykah Badu: Rose Rose
- Kieran Culkin: Buster
- Kate Nelligan: Olive Worthington
- Heavy D: Peaches
- K. Todd Freeman: Muddy
- Paz de la Huerta: Mary Agnes
- J. K. Simmons: Ray Kendall
- Evan Parke: Jack

## Premis

### Premis i nominacions
- Oscar al millor actor secundari per Michael Caine
- Oscar al millor guió adaptat per John Irving
- Premis Sant Jordi (cinema): millor pel·lícula estrangera: Lasse Hallström

### Nominacions
- Oscar a la millor pel·lícula
- Oscar al millor director per Lasse Hallström
- Oscar al millor muntatge per Lisa Zeno Churgin
- Oscar a la millor direcció artística per David Gropman i Beth A. Rubino
- Oscar a la millor banda sonora per Rachel Portman
- BAFTA al millor actor secundari per Michael Caine
- Globus d'Or al millor actor secundari per Michael Caine
- Globus d'Or al millor guió per
- Festival Internacional de Cinema de Venècia: Lleó d'Or a la millor pel·lícula (Lasse Hallström)